# زندرق
زندرق هي قرية في مقاطعة خلخال، إيران. في تعداد عام 2006، لوحظ وجودها، ولكن لم يتم الإبلاغ عن سكانها.